# Jonathan Loughran
Jonathan Loughran, född 1966, är en amerikansk skådespelare som ofta förekommer i Happy Madison-filmer med sin vän Adam Sandler. Han mötte Adam Sandler genom Allen Covert (en annan god vän till Sandler) när han och Covert jobbade som dörrvakter vid en komediklubb. Han är Adam Sandlers personliga assistent på de flesta av Sandlers filmer. Sandler brukar vanligtvis ge honom en liten roll i många av hans filmer.
Han gick på Archbishop Ryan High School i Philadelphia, Pennsylvania.